# 托坎廷斯州班代兰特斯
托坎廷斯州班代兰特斯（葡萄牙語：Bandeirantes do Tocantins）是巴西托坎廷斯州的一个市镇。总面积1672.322平方公里，总人口2711人，人口密度1.6人/平方公里。